# ジョージアサザン大学アームストロング校
ジョージアサザン大学アームストロング校（ジョージアサザンだいがくアームストロングこう、Georgia Southern University–Armstrong Campus）は、かつて独立した大学としてアームストロング州立大学 (Armstrong State University) であった、アメリカ合衆国ジョージア州の公立大学であるジョージアサザン大学の3つあるキャンパスの一つ。ジョージア州サバンナの南郊にある住宅地区に、268-エーカー (1.08 km2)の敷地をもち、2018年にジョージアサザン大学の3つあるキャンパスの一つとなった。大学の本部キャンパスは、サバンナの西50マイル (80 km)に位置するステイツボロに置かれている。アームストロング校のキャンパスは、サバンナの中心市街からおよそ15マイル (24 km)、タイビー・アイランドから25マイル (40 km)に位置している。アームストロング校は、学部および大学院の学位を授与しており、在学生は合わせて 5,000 人ほどである。

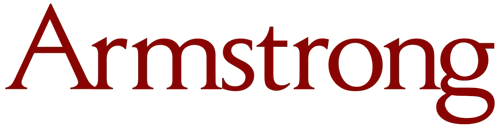
アームストロング州立大学当時のロゴ。

## 歴史

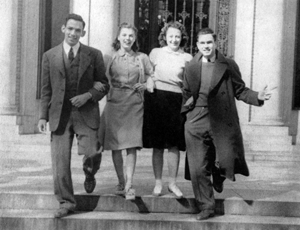
1950年ころのアームストロング・カレッジの学生たち。

アームストロング校は、1935年に、当時のサバンナ市長であったトマス・ギャンブルによってアームストロング・ジュニア・カレッジ (Armstrong Junior College) として開設された。ギャンブル市長は、世界恐慌の只中にあって、サバンナの若者やコミュニティにとって利益となるよう、また、地元経済への刺激となるよう、開設を推し進めた。このカレッジは当初、サバンナの中心市街地のフォーシス公演に近い、歴史的な建物であるアームストロング・ケスラー・ハウスに設置された。この大邸宅は、海運業に携わっていた地元の実業家ジョージ・F・アームストロング (George F. Armstrong) の一族から、市に寄贈されたものであった。カレッジは成長を続け、フォーシスや、モンタレー・スクエア一帯の6棟の建物に広がるほどになった。
1959年、サバンナのアームストロング・カレッジは、コミュニティ・カレッジとしてジョージア大学システムの一部となり、1964年には、理事会が4年制大学への移行を認めアームストロング州立カレッジ (Armstrong State College) となった。ドナルド・リヴィングストンとミルズ・B・レイン財団 (the Mills B. Lane Foundation) が、サバンナの南西郊におよそ250-エーカー (1.0 km2)の土地をカレッジに提供した。この敷地に、8棟の建物が建設され、1966年1月に、カレッジは中心市街地のアームストロング・ハウスから、郊外のキャンパスへと移転した。
カレッジは、1983年から1987年にかけて、短期間ではあったが全米大学体育協会 (NCAA) のディビジョンIに属し、ビッグ・サウス・カンファレンスの一員であった。しかし、その後は、スポーツから手を引いた。
その後、年を経るに従ってカレッジは規模を拡大し、建物も増設され、学術プログラムも拡充された。1993年には、全面的なキャンパスの改修がおこなわれ、キャンパスは樹木園の様相を呈するようになった。1996年には、州立大学としての地位を獲得し、アームストロング・アトランティック州立大学 (Armstrong Atlantic State University) と改称した。翌1997年. 大学はハインズビルにリバティ・センター (the Liberty Center) を開設した。2010年には、開学75周年を祝い、リンダ・M・ブレイケン博士 
(Dr. Linda M. Bleicken) が第7代の学長に就任した。
2014年、大学名称は正式にアームストロング州立大学 (Armstrong State University) と改称したが、これは大学の所在地についての誤解を避け、より呼びやすくして、より強力なブランドを確立することが目的であった。新しい名称は、2014年7月1日から用いられた。
2015年/2016年の学年度に、アームストロング州立大学は、開学80周年と、サウスサイド (Southside) 地区への移転50周年を祝った。
現在、このキャンパスは独立した組織ではなく、母体であるジョージアサザン大学から切り離された認証を得ているわけではない。

### ジョージアサザン大学との統合
2017年1月11日、ジョージア大学システムの理事会は、大学総長 (Chancellor) スティーヴ・リグレイ (Steve Wrigley) の勧告を受け、アームストロング州立大学とジョージアサザン大学との統合を可決した。この統合は、学生や教員の異動を伴わないものであり、小規模な地方的カレッジや大学を、より大規模で著名な大学に統合していくという理事会の長期的な目標に沿っておこなわれたものであった。
この統合計画において、アームストロング州立大学は、ジョージアサザン大学の名称、主導権、学術、体育組織などを受け入れることとされ、統合後の新たなジョージアサザン大学は、ジョージア州で4番目に大きい規模の公立大学となるものとされた。この統合は、1年の移行期間を経て実施され、理事会は2018年1月17日に正式に統合を宣言した。

## キャンパス
アームストロング校のキャンパスは、サバンナ・モール近くの郊外の環境にあり、サバンナの中心市街地とはジョージア州道204号線、通称アバコーン高速 (Abercorn Expressway) で結ばれている。修景されたキャンパスには、亜熱帯のシダ類や花卉、タイサンボク、サルオガセモドキのかかったライブオーク、
その他さまざまな在来種の植物が、268-エーカー (1,084,557.5 m2)の広さがある樹木園のような様式の敷地内に広がっている。
レイン図書館 (Lane Library) は、アームストロング校の主たる学術研究図書館である。レイン図書館には20万冊以上の書籍や印刷物のほか、18,000点の視聴覚資料が収蔵されている。大学は、近年、この施設の改修と拡張に、500万ドル以上を投資した。
科学センター (the Science Center) は2棟からなる複合施設で、ふたつの建物はガラス張りの通路によって繋がれている。科学センターには、科学技術カレッジ (the College of Science and Technology) の課程の大部分が置かれており、生物学、化学、物理学、コンピュータ科学、物理科学、心理学などがおこなわれている。ここには教室や大講義室、教員の研究室、実験室などがある。126,056-平方フート (11,711.0 m2)の面積に及ぶこの施設は、2001年に、このキャンパスが開設されて以来最大規模の教育施設の拡張策として建設された。
2010年には、2400万ドルをかけて建設された61,000-平方フート (5,700 m2)の面積に及ぶ学生ユニオン (Student Union) の建物が開館した。この建物は、大学における最初の緑の建築であり、再生可能な素材や、リサイクル利用された素材を使い、冷水を用いた高効率の空冷システムを備えている。この建物には、300席のフードコート（「ギャレー (the Galley)」）、200席の映画館、舞踏場、書店、コーヒーハウス、コンビニエンスストア、外部に張り出したポーチやラウンジなどが設けられている。学生ユニオンの隣には、メモリアル・カレッジ・センター (the Memorial College Center) がある。MCC と通称されるこの建物には、学生課や学生活動関係の事務所が入っている。
アームストロング校の運動施設は、キャンパスの南東側に配置されている。学生リクリエーション・水泳センター (the Student Recreation and Aquatic Center) は、38,000-平方フート (3,500 m2) の面積に及ぶ運動施設には、5,200-平方フート (480 m2)のフィットネス・センター、バスケットボール・コート2面が入っている。この施設は、予備役将校訓練課程 (ROTC Program) の拠点となっており、かつては、バレーボール・チームのアームストロング・パイレーツ (the Armstrong Pirate) がホームとしていた。レク・センターに隣接して設けられているアラムナイ・アリーナ (the Alumni Arena) には、屋内の陸上競技走路、ウエイトトレーニング室、コーチ室、教室のほか、男女のバスケットボール・チームのホームとなっている 4,000席のアリーナが設けられている。ジョージアサザン大学との統合以降、このキャンパスを単位とした独自の競技スポーツは維持されていないため、これら運動施設の将来は不確実なものとなっている。2017年/2018年の学年度の末期には、キャンパスの運動施設の更新に関する議論があり、新しいリクリエーション用や汎用のフィールドを設けることに加え、大学のテニスとサッカーのチームがアームストロング・キャンパスで練習と競技ができるようにすることが検討された。こうした提案は、仮に採用されれば、完成まで十年ほどを要し、ディビジョンが求める基準に合わせてインフラストラクチャーを更新することを含め、現行の運動施設のアップグレードに、少なくとも4000万ドル以上の予算が必要になる。

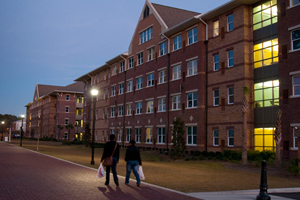
アームストロング・キャンパスに2010年に開設されたウィンドワード・コモンズは、スイート（相部屋）様式の居住コミュニティである。

キャンパスの南西部に設けられている3か所の居住コミュニティには、1,400名以上の学生たちがキャンパス内居住をしている。ウィンドワード・コモンズは、2010年に開設されたスイート（相部屋）様式の1年生向け居住コミュニティであり、600名近い学生たちが住んでいる。この施設には、プライベートないしセミプライベートのスイートが用意されているほか、音楽練習室、多目的教室、ラウンジ/社交エリア、洗濯場、屋外施設やバーベキュー・エリアの設けられた中庭などがあり、さらに教室も2室設けられている。コンパス・ポイント (Compass Point) とユニバーシティ・クロッシング (University Crossings) は、アパート形式の学寮であり、上級生や大学院生用となっている。
2013年4月24日、アームストロング州立大学は、メモリアル・カレッジ・センターの改修を終え、ラーニング・コモンズ (the Learning Commons) を開設した。14,000-平方フート (1,300 m2)の空間がレイン図書館の拡張として開発された。追加された設備には、各種のパソコン、2台のマルチタッチ・テーブル、グループ・スタディ室などがあった。

## 学術教育
アームストロング校では、教育学部 (College of Education)、医療科学部 (College of Health Professions)、教養学部 (College of Liberal Arts)、科学技術学部 (College of Science and Technology)、大学院 (Graduate Studies) の、学士、修士、博士などを通して、100以上の教育課程が提供されている。加えて、アームストロング校では、理学療法の博士号 (Doctorate of Physical Therapy) も提供されている。アームストロング・キャンパスは、カーネギー高等教育機関分類により、修士課程大学と認定されている。2010年/2011年の学年度において、当時のアームストロング・アトランティック州立大学は、『USニューズ&ワールド・レポート』紙の大学ランキング（上位40大学）には入っておらず、「第2層 (Tier 2)」の大学と目されていた。同大学は南部大学学校協会の大学委員会 (the Commission on Colleges) から全面的な認証を受けていた。同大学では、大学院生に学部の授業を担当させることはなく、すべての授業は教員によっておこなわれていた。アームストロング・アトランティック州立大学には、300名ほどの教員がおり、学生と教員の比率は、19:1 となっていた。大学は、学部生に、海外留学の機会や特待生の制度も設けており、多様な学問分野をまたいで研究に参加できるようにしている。

### 教育学部
アームストロング校の教育学部は、ふたつの主要な学科、すなわち児童及び特殊生徒教育 (Childhood & Exceptional Student Education) と、青年及び成人教育 (Adolescent & Adult Education) の領域で、学位を提供している。これらの課程は、卒業生が教育分野や、広く教育行政の各種の立場に就くことに備えている。2010年に教育学部は、全米教師教育機関資格認定協議会 (NCATE) による実績指向基準 (performance-oriented standards) の下で、2017年までの認証を受けた。

### 医療科学部
医療科学部は、アームストロング校の中でも最も在籍者の多い学部である。この学部では、看護、公衆衛生、保健行政、その他の医療関連の職業につながる学術教育課程が幅広く用意されている。用意されている学位は、短期大学士 (Associate degree) から修士、博士に至る、多様なものとなっている。

### 教養学部
教養すなわちリベラル・アーツは、アームストロングの開設以来、教育の基礎となってきた。教養学部には、様々な学科や、学際分野の課程が設けられており、卒業生たちは、行政、刑事司法、司法、ビジネス、エンターテインメントなどの分野に進む。教養学部の学生たちは、芸術、人文科学、社会科学などを、教室ばかりでなく、インターンシップ、実践、展示、学部生による研究プロジェクト、海外留学プログラムなどを通して学ぶ。学科には、芸術 (Art)、音楽及び演劇 (Music and Theatre)、刑事司法 (Criminal Justice)、社会及び政治科学 (Social & Political Science)、経済 (Economics)、歴史 (History)、言語 (Languages)、文学及び哲学 (Literature & Philosophy)、学際プログラム (Interdisciplinary Programs)、軍事科学/ROTC (Military Science/ROTC) がある。

### 科学技術学部
アームストロングにおける科学技術学部は、学生たちに研究の機会を与え、大学院への進学に備えることを強調している。科学技術学部に置かれた研究領域には、生物学、化学及び物理学、コンピュータ科学及び情報技術、生化学、工学、数学、心理学などがある

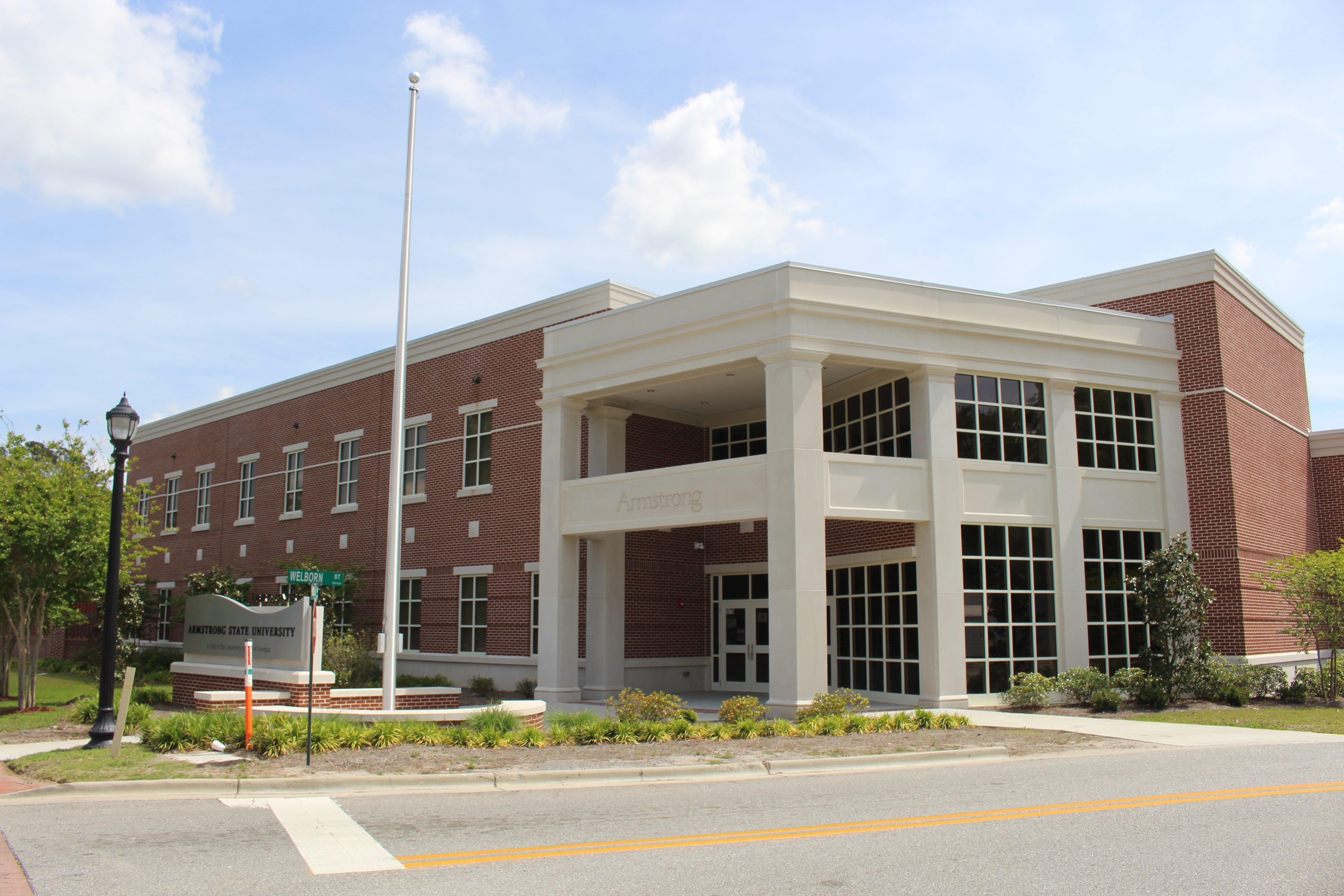
リバティ校。

### リバティ・キャンパス
リバティ・キャンパスは、ハインズビルにあり、リバティ郡周辺の住民たちに、選択的な学術教育を提供することを目的としており、ジョージアサザン大学にとっては第3のキャンパスとなっているが、アームストロング校の管轄下で運営されている。リバティ・キャンパスは、フォート・スチュワートの兵員や軍属に対する、特別な役務も提供している。ここで提供ないし支援されている多様な課程の中には、芸術や応用科学の短期大学士、刑事司法や、看護、幼児教育、中等教育、図書館学の学士などがあり、将来的にはサバンナ州立大学とのコンソーシアムも計画されている。
リバティ・キャンパスの現在の施設は、2016年1月にハインズビルの中心市街地に開設されたものである。

## 学生生活
アームストロング校では、学生が正規の教育課程外のプログラム、組織、実践、フォーラム、運動競技などに参加できる機会を、数多く用意している。学内には100以上の学生団体があり、さらに9つあるフラタニティとソロリティによって、いわゆる「グリーク・ライフ (Greek life)」が広がっている。学生自治連合 (the Student Government Association)、大学院生協議会 (Graduate Student Coordinating Council)、そして、統合前はキャンパス・ユニオン委員会 (Campus Union Board, CUB) と称していた大学プログラム委員会 (University Programming Board) などが、学生に参加、主導、エンターテイメントの機会を提供している。学期中の毎週火曜日に発行される『The Inkwell』という学生たちが運営する定期刊行物があり、賞を取ったこともあった。大学は、様々な学内でのクラブ・スポーツも奨励しており、競技ダンス、フラッグフットボール、テニス、ラグビー、アルティメット・フリスビー、野球、ボウリング、バスケットボール、ビリヤードなどがおこなわれている。かつては『Calliope』という学生の文学・芸術雑誌が刊行されていた。この雑誌は、2010年にアメリカ学生出版連盟 (the American Scholastic Press Association) から第1等/特別功労賞 (First Place/Special Merit award) を受賞したが、大学の統合を機に廃刊となった。

## 統合前の競技スポーツ：パイレーツ（1935年 - 2017年）
アームストロング州立大学のジョージアサザン大学への統合は、アームストロング・キャンパスにおいて続けられてきた競技スポーツの終焉を告げるものとなり、2017年3月7日には、2016年/2017年の学年度の終了をもって、アームストロングにおける競技スポーツ・プログラムは継続されないこととなった。
アームストロングの競技スポーツ・チームは、パイレーツ (the Pirates) という名称であった。大学は全米大学体育協会 (NCAA) のディビジョンIIに属し、1990年/1991年の学年度における結成時からピーチ・ベルト・カンファレンスの一員であったが、2016年/2017年の学年度が最後のシーズンとなった。
この最後の学年度まで、アームストロング州立大学は、12種目の大学競技スポーツに参加していたが、その内訳は男子競技5種目、女子競技7種目で、男子は野球、バスケットボール、クロスカントリー競走、ゴルフ、テニス、女子はバスケットボール、クロスカントリー競走、ゴルフ、サッカー、ソフトボール、テニス、バレーボールであった。

### 歴史
アームストロング校における競技スポーツの始まりは、1930年代の開学直後に遡り、当時のチーム名はギーチーズ (the Geechees) と称していた。1938年には男子のバスケットボールと、男子のテニスで、ジュニア・カレッジとして州チャンピオンになった。第二次世界大戦中は、競技スポーツは中断となった。戦争終結の翌年、カレッジは新しい競技スポーツのプログラムを組み、1948年には男子のバスケットボールが、2回目の州チャンピオンに輝いた。
1967年、4年制大学に昇格したアームストロング州立カレッジは、全米大学体育協会 (NAIA)に参加し、チーム名をパイレーツとした。1973年には全米大学体育協会 (NCAA) に加盟して、サウス・アトランティック・カンファレンス (SAC) に参加し、同じ州内のバルドスタ州立カレッジ（後のバルドスタ州立大学）、コロンバス・カレッジ（後のコロンバス州立大学）、オーガスタ・カレッジ（後のオーガスタ大学）と競い合った。1983年、アームストロング州立カレッジは競技スポーツの昇格を果たしてNCAAディビジョンIへ上がり、1985年にはビッグ・サウス・カンファレンスの創設メンバーとなった。その後、間もない1987年には、パイレーツはディビジョンIIへ転落し、1990年にはピーチ・ベルト・カンファレンの創設メンバーとなった。
アームストロングは、ピーチ・ベルト・カンファレンにおいて96回の種目優勝を達成した。さらにNCAAの全国選手権に139回出場し、13回の優勝を果たした。アームストロングからは、296人の全米代表選手が輩出した。アームストロングのテニス・チームは、2010年前後の9シーズンの間に、男子、女子を合わせて、NCAAディビジョンIIにおける全国優勝を10回達成した。